# Bacidia fuscoviridis
Bacidia fuscoviridis är en lavart som först beskrevs av Anzi, och fick sitt nu gällande namn av Lettau. Bacidia fuscoviridis ingår i släktet Bacidia och familjen Ramalinaceae.  Arten är reproducerande i Sverige. Inga underarter finns listade i Catalogue of Life.